# Sichtigvor
Sichtigvor – dzielnica miasta Warstein w powiecie Soest, w kraju związkowym Nadrenia Północna-Westfalia, w rejencji Arnsberg.

## Geografia
Dzielnica Sichtigvor leży w północnej części miasta Warstein. Sichtigvor graniczy z sześcioma innymi dzielnicami: Waldhausen, Mülheim, Belecke, Warstein, Hirschberg i Allagen. Przez teren dzielnicy przepływa rzeka Möhne.

## Demografia
Według spisu ludności z marca 2025 roku, w Sichtigvor mieszkało 2000 mieszkańców, co stanowi 7,81% wszystkich mieszkańców Warsteinu.

## Historia

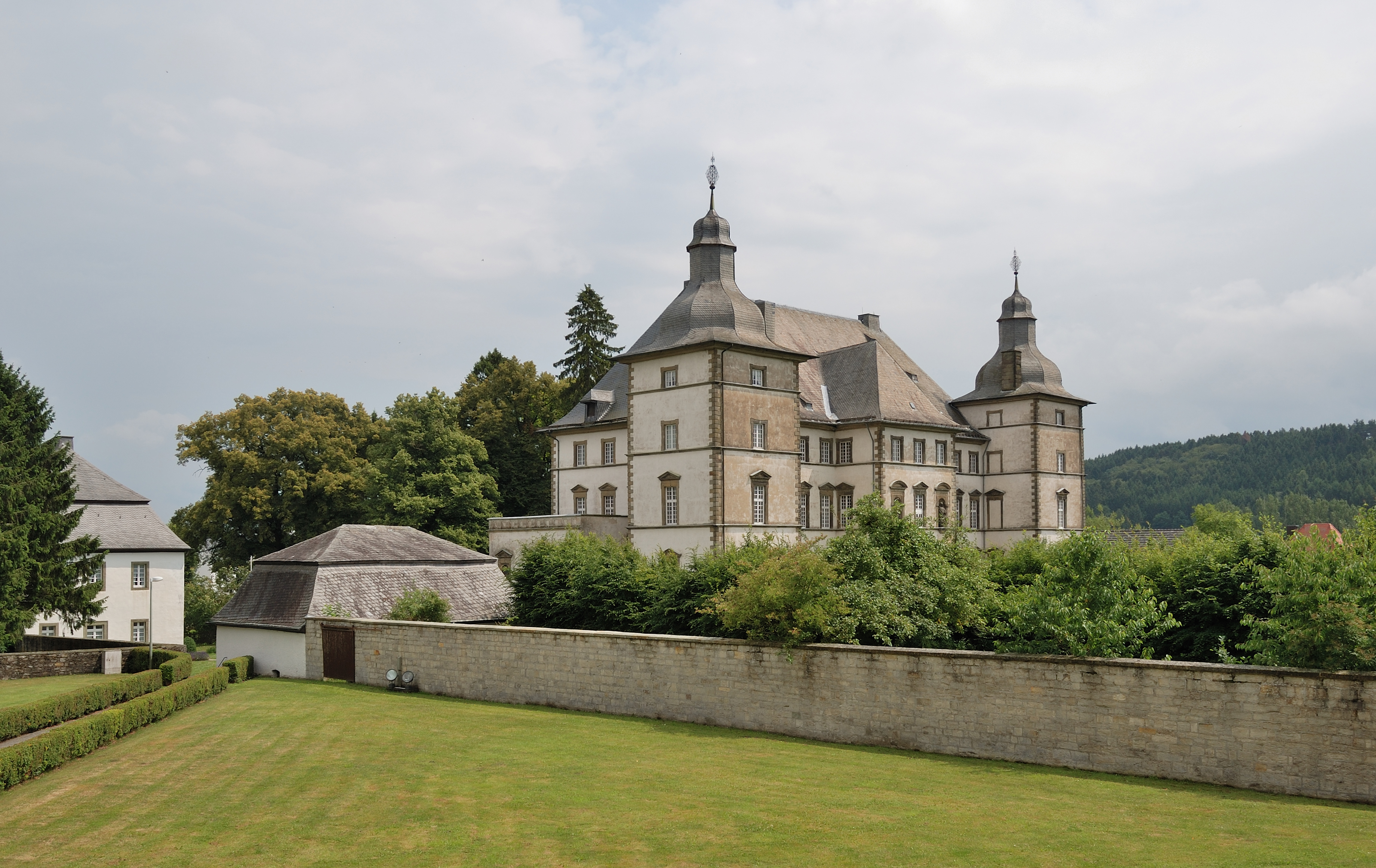
Zamek Mülheim

Arcybiskup Kolonii Anno II rozpoczął w 1072 roku budowę klasztoru Grafschaft, którego budowa miała na celu stworzenie najważniejszego duchowego i ekonomicznego centrum regionu Sauerland. Budowa zamku została ukończona w 1266 roku. Do 1268 roku swoją siedzibę miał tutaj Zakon krzyżacki.
Obecnie zamek jest własnością prywatną, a jego właścicielem jest Detlef Gründer. Kościół parafialny i pomnik Mariengrotto są otwarte dla zwiedzających. Zamek stoi aktualnie na terenie dzielnicy Sichtigvor.
Po Wojnie Trzydziestoletniej Zakon krzyżacki stworzył osiedla dla sześciu dzierżawców komturii na Ziegelplatz, na południe od rzeki Möhne. Położyło to podwaliny pod wieś Sichtigvor w 1656 roku. Osadnictwo to miało miejsce w najniższym punkcie obecnej lokalizacji dzielnicy.

## Polityka
Obecnym burmistrzem dzielnicy (niem. Ortsvorsteher) jest Dirk Heillig (SPD). Jego poprzedniczką była Heike Kruse (SPD), która pełniła funkcję pani burmistrz przez 14 lat. Przed Heike Kruse burmistrzem dzielnicy był Friedel Sprenger (CDU/CSU, 1975–2009).

## Osoby

### Ludzie urodzeni w Sichtigvor
- Friedhelm Hillebrand(inne języki) (ur. 1940) – niemiecki inżynier[13]
- Sven Köhler(inne języki) (ur. 1996) – niemiecki piłkarz[14]